# Zygmunt Janusz Cieślak
Zygmunt Janusz Cieślak, także Janusz Zygmunt Cieślak (ur. 10 kwietnia 1941 w Radomsku) – polski dyplomata, menedżer, działacz partyjny i państwowy, chargé d’affaires w Birmie (Mjanmie) (1979–1981) i Singapurze (ok. 1987–1991).

## Życiorys
Syn Zygmunta i Janiny. W 1960 ukończył szkołę średnią, następnie studia prawnicze na Uniwersytecie Warszawskim (1965), podyplomowe studium handlu zagranicznego w Szkole Głównej Planowania i Statystyki (1967), podyplomowe studium służby zagranicznej w Wyższej Szkole Nauk Społecznych przy KC PZPR (1979) oraz podyplomowe studium zarządzania zasobami ludzkimi. Zdał egzamin dla członków rad nadzorczych spółek Skarbu Państwa i z zakresu zarządzania strategicznego.
Działacz Związku Młodzieży Socjalistycznej, m.in. przewodniczący zarządu dzielnicowego Warszawa-Śródmieście (1970–1972) i wiceszef zarządu stołecznego (1972–1974). Od 1969 członek Polskiej Zjednoczonej Partii Robotniczej, w tym członek egzekutywy Komitetu Dzielnicowego Warszawa-Śródmieście.
Od 1965 do 1969 referent w Centrali Handlu Zagranicznego „Ciech”, a od 1974 do 1978 sekretarz naukowy podyplomowego studium służby zagranicznego WSNS KC PZPR. Od września/grudnia 1979 do czerwca/sierpnia 1981 (likwidacji) był I sekretarzem i chargé d’affaires ambasady w Rangunie. Pomiędzy 1981 a 1987 przedstawiciel krajowy i dyrektor polskiego oddziału Polsko–Singapurskiej Spółki Handlowej „Polsin”. W 1987 został radcą handlowym ambasady RP w Singapurze. Od ok. 1987 do ok. 1991 zajmował stanowisko chargé d’affaires tej placówki.
Od 1992 do 1995 dyrektor Polskiego Centrum Handlu i Promocji w Londynie, działającego jako przedstawicielstwo Krajowej Izby Gospodarczej, potem do 2000 dyrektor biura kadr i doradca prezesa spółki Ciech. W kolejnych latach związany ze spółkami prawa handlowego jako członek zarządu i rad nadzorczych, a także dyrektor generalny biura Fundacji Polskiego Sportu przy PKOl. Został prezesem polskiego oddziału stowarzyszenia Europejski Klub Biznesu.

## Odznaczenia
Odznaczony m.in. Krzyżem Kawalerskim Orderu Odrodzenia Polski (2004) i medalem pamiątkowym z okazji 100-lecia Polskiego Komitetu Olimpijskiego (2022).